# Pendleton Civil Service Reform Act

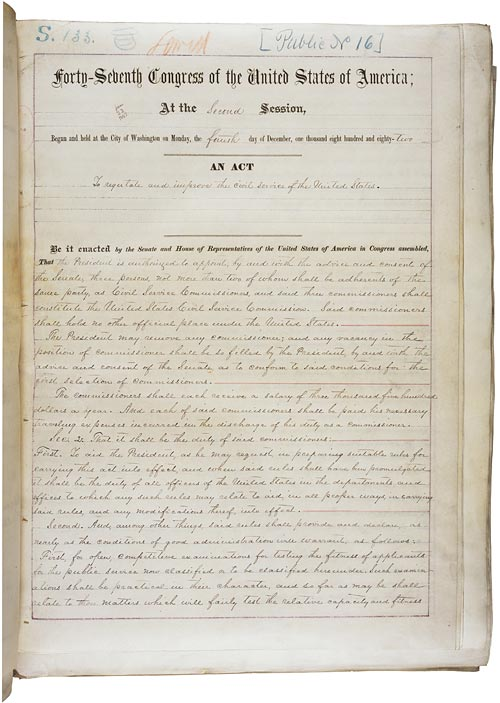
Le Pendleton Act pour réguler et améliorer le service public.

Le Pendleton Civil Service Reform Act est une loi fédérale des États-Unis adoptée par le 47e Congrès des États-Unis et promulguée par le président Chester A. Arthur le 16 janvier 1883. La loi exige que la plupart des postes au sein du gouvernement fédéral soient attribués sur la base du mérite plutôt que du favoritisme politique.
À la fin des années 1820, la politique américaine fonctionnait sur le système des dépouilles, une pratique de favoritisme politique dans laquelle les titulaires de fonction publique accordaient à leurs alliés des emplois gouvernementaux en échange d’un soutien financier et politique. Les partisans du système des dépouilles ont réussi à bloquer une réforme significative de la fonction publique jusqu’à l’assassinat du président James A. Garfield en 1881par Guideau, un désespéré qui justement l'avait sollicité sans succès pour un emploi. Une ligue pour la réforme du Civil Service fut créée. Sur l'initiative de George H. Pendleton, un sénateur démocrate américain de l’Ohio qui paya son acte courageux par sa défaite aux élections qui suivirent, le 47e Congrès a adopté le Pendleton Civil Service Reform Act au cours de la session de canard boiteux et le président Chester A. Arthur, lui-même un ancien profiteur du système, a signé le projet de loi.
Le Pendleton Civil Service Act prévoyait la sélection de certains employés du gouvernement par concours, plutôt que par des liens avec des politiciens ou une affiliation politique. Il a également rendu illégal le licenciement ou la rétrogradation de ces fonctionnaires pour des raisons politiques et a créé la Commission de la fonction publique pour appliquer le système du mérite. La loi ne s’appliquait initialement qu’à environ dix pour cent des employés fédéraux, mais elle couvre maintenant la plupart des employés. 

### Source
- (en) Cet article est partiellement ou en totalité issu de l’article de Wikipédia en anglais intitulé « Pendleton Civil Service Reform Act » (voir la liste des auteurs).